# UNESCO
Az UNESCO (angolul: United Nations Educational, Scientific and Cultural Organization) az Egyesült Nemzetek Nevelésügyi, Tudományos és Kulturális Szervezete. A létrehozásáról szóló megállapodást 1945. november 16-án fogadták el 44 állam képviselőinek jelenlétében. A szervezet alkotmánya 1946. november 4-én lépett hatályba, miután 20 állam ratifikálta. Az UNESCO-nak jelenleg 195 tagállama és 10 társult állama van, a tagállamok a csatlakozást követően nemzeti bizottságot állítanak fel az UNESCO Nemzeti Bizottságainak Alapszabálya szerint.
Az UNESCO-t abban a szellemiségben hívták életre 1945-ben, hogy az emberiség „intellektuális és morális szolidaritását” elősegítse a nemzetek és népek közötti tartós béke megteremtése érdekében. Az UNESCO Alkotmányát is ezen célok mentén fogalmazták meg. A lefektetett alapelvek értelmében (I. cikkely) a szervezet fő tevékenysége, „hogy a béke és biztonság fenntartását azáltal segíti elő, hogy a nevelés, a tudomány és a kultúra révén szorosabbra fűzi a nemzetek közötti együttműködést a célból, hogy faji, nemi, nyelvi vagy vallási megkülönböztetés nélkül mindenki számára világszerte biztosítsa az igazság, a törvény és ama emberi jogok és alapvető szabadságjogok tiszteletben tartását, amelyeket az Egyesült Nemzetek Alapokmánya az összes népek javára elismer”. Tehát az UNESCO mandátuma szerint intellektuális és etikai műhelyként, referencia-központként, nemzetközi etikai normák kidolgozójaként és konszenzusteremtő fórumként kíván működni.
2017 októberében az USA bejelentette, hogy 2018 végi határidővel kilép az UNESCO tagjai közül, a továbbiakban megfigyelőként kíván jelen lenni a szervezet ülésein. A kilépés okaként az UNESCO propalesztin és antiizraeli aktivitását, valamint az anyagi hozzájárulás csökkentését jelölték meg. Az USA bejelentését követő napon Izrael állam is bejelentette kilépési szándékát az UNESCO-ból.

## Szervezete
Az UNESCO központja Párizsban található, munkájában elsősorban a 195 szavazati joggal rendelkező tagállam vesz részt, amelyek befizetései adják az UNESCO költségvetésének jelentős részét. Ennek megfelelően az UNESCO legmagasabb szintű döntéshozó fóruma a tagállamokból álló, kétévente ülésező Általános Konferencia, közismertebb nevén a közgyűlés. Az Általános Konferencia döntéseit a Végrehajtó Tanács (VT) készíti elő, amely önálló javaslatokkal is élhet, valamint az Általános Konferencia felügyelete alatt felelős az utóbbi által elfogadott munkaterv végrehajtásáért. A szervezetet a főigazgató irányítja, akinek a munkáját az UNESCO Titkárság (UNESCO Secretariat) segíti. A főigazgatót a VT jelöli és az Általános Konferencia nevezi ki négy évre. A kinevezés meghosszabbítható további négy évvel.
Az UNESCO 37. Általános Konferenciája 2013. november 12-én második négyéves ciklusra is megválasztotta Irina Bokova főigazgatót. Az első négyéves ciklus során Irina Bokova irányításával elindult az UNESCO megreformálása, valamint a szervezet két átfogó témára koncentrálta munkáját: a békekultúra megteremtésére és a fenntartható fejlődés elősegítésére két globális prioritás kiemelésével, amelyek Afrika és a nemek közötti egyenlőség. A szervezet különböző nemzetközi egyezmények mentén vagy az Általános Konferencia döntése alapján nemzetközi kormányközi bizottságokat és szakértői testületeket tart fenn, amelyek az adott programot irányítják.
Az UNESCO 39. Általános Konferenciája megválasztotta a következő főigazgatót, Audrey Azoulay-t, aki 2017. november 25-étől látja el feladatait.
A tagállamok igényei alapján a párizsi titkárság kétéves munkaterv szerint dolgozik, pályázatokat írnak ki képzési programokra, ösztöndíjakra, civil szervezetek támogatására, de konferenciákra, kutatásokra, kiadványokra és szakértői munkák finanszírozására is, melyek több tagország által közösen támogatott akciók, vagy nemzeti programok. A szervezet keretegyezményeket hoz létre szektorain belül adott célok elérése érdekében, amelyekhez a tagállamok csatlakozhatnak. A részes államok hozzájárulásaiból létrehozott alapokból történik az egyes pályázatok finanszírozása.
Az UNESCO alapvetően öt terület mentén fejti ki a tevékenységét, amelyek: nevelésügy, természettudomány, társadalomtudomány, kultúra, kommunikáció és információ.

### Az UNESCO főigazgatói
- Julian Huxley, Nagy-Britannia (1946–48)
- Jaime Torres Bodet, Mexikó (1948–1952)
- John Wilkinson Taylor, Amerikai Egyesült Államok (1952–53)
- Luther Evans, Amerikai Egyesült Államok (1953–58)
- Vittorino Veronese, Olaszország (1958–1961)
- René Maheu, Franciaország (1961–1974)
- Amadou-Mahtar M'Bow, Szenegál (1974–1987)
- Federico Mayor Zaragoza, Spanyolország (1987–1999)
- Macuura Kóicsiró, Japán (1999–2009)
- Irina Bokova, Bulgária (2009–2017)
- Audrey Azoulay, korábban Franciaország kulturális minisztere (2017. október 13. –)[4]

## Története
Az UNESCO a kezdeti években segítette a második világháborúban elpusztult iskolák, könyvtárak és múzeumok újjáépítését, valamint intellektuális fórumként is funkcionált, ami az információáramlást és a tudományos ismeretek megosztását lehetővé tette. Az 1950-es és 70-es évek között a szervezet tagállamainak száma gyorsan megnövekedett, köszönhetően a függetlenségüket frissen elnyerő államok csatlakozásának. Az új tagállamok hozták magukkal a saját nehézségeiket, így a szervezeten belül előtérbe került az alul-iskolázottság problémája, amelynek leküzdése a mai napig az egyik kiemelt prioritás.
Az 1960-as években az egyiptomi Nasszer-tó kialakítása előtti núbiai leletmentés mérföldkőnek számított az UNESCO történetében, hiszen egy valóban nemzetközi összefogás eredményeként sikerült számos műemléket megőrizni az utókor számára. Az akció sikeressége rávilágított arra, hogy az emberiség kulturális örökségének védelmére való törekvés valódi globális cél lehet, amely elősegítheti a nemzetközi együttműködést. Nem is kellett sokáig várni, és 1972-ben megszületett az egyezmény a világ kulturális és természeti örökségének védelméről. E mellett egyre hangsúlyosabbá vált a környezettudatosság is, az UNESCO különböző kezdeményezéseket hirdetett a Föld biodiverzitásának megőrzése érdekében.
Az évek során, a kommunikációs csatornák fejlődésével egyre többen hallathatták a hangjukat, és a szervezetben megjelent annak az igénye, hogy különböző kultúrák, kulturális értékek egyenlő mértékben kerüljenek megjelenítésre és részesüljenek védelemben, hiszen az emberi lelki kiegyensúlyozottság egyik alappillére a (kulturális) identitásbiztonság.
Felgyorsult és változó világunkban az UNESCO megkerülhetetlen nemzetközi szereplővé vált, amely segíthet megtalálni az egyensúlyt a múlt és a jövő között. Ennek érdekében a szervezet különös hangsúlyt fektet az oktatás fejlesztésére, a kulturális sokszínűség megőrzésére és a tudományos kutatások támogatására, amelyek mind megteremthetik az alapját egy fenntarthatóbb világnak. A közvetlen kihívások között szerepel, hogy a mai napig több millió fiú és lány nem részesül megfelelő oktatásban, és az írástudatlanság több százmillió embert megakadályoz abban, hogy teljes mértékben részt vehessen saját társadalma életében; további kihívás a fiatalok munkanélkülisége; a megfelelő oktatási rendszerek biztosítása; a klímaváltozás, a biodiverzitás csökkenése és a természeti erőforrások kiaknázásának növekvő igénye. Az UNESCO fontos szerepet szán a tudományoknak ezen problémák megoldásában, így a tudományos kutatásokat és az ismeretterjesztést több irányból is támogatja, hangsúlyt fektetve a nők szerepére a folyamatban. Természetesen az UNESCO tevékenységének továbbra is meghatározó részét képezi a dialóguskeresés, a társadalmi kohézió erősítése, a kreativitás és a kulturális kifejezések, illetve az általános szólásszabadság támogatása.

## Nemzeti bizottságok

### Az UNESCO Magyar Nemzeti Bizottsága

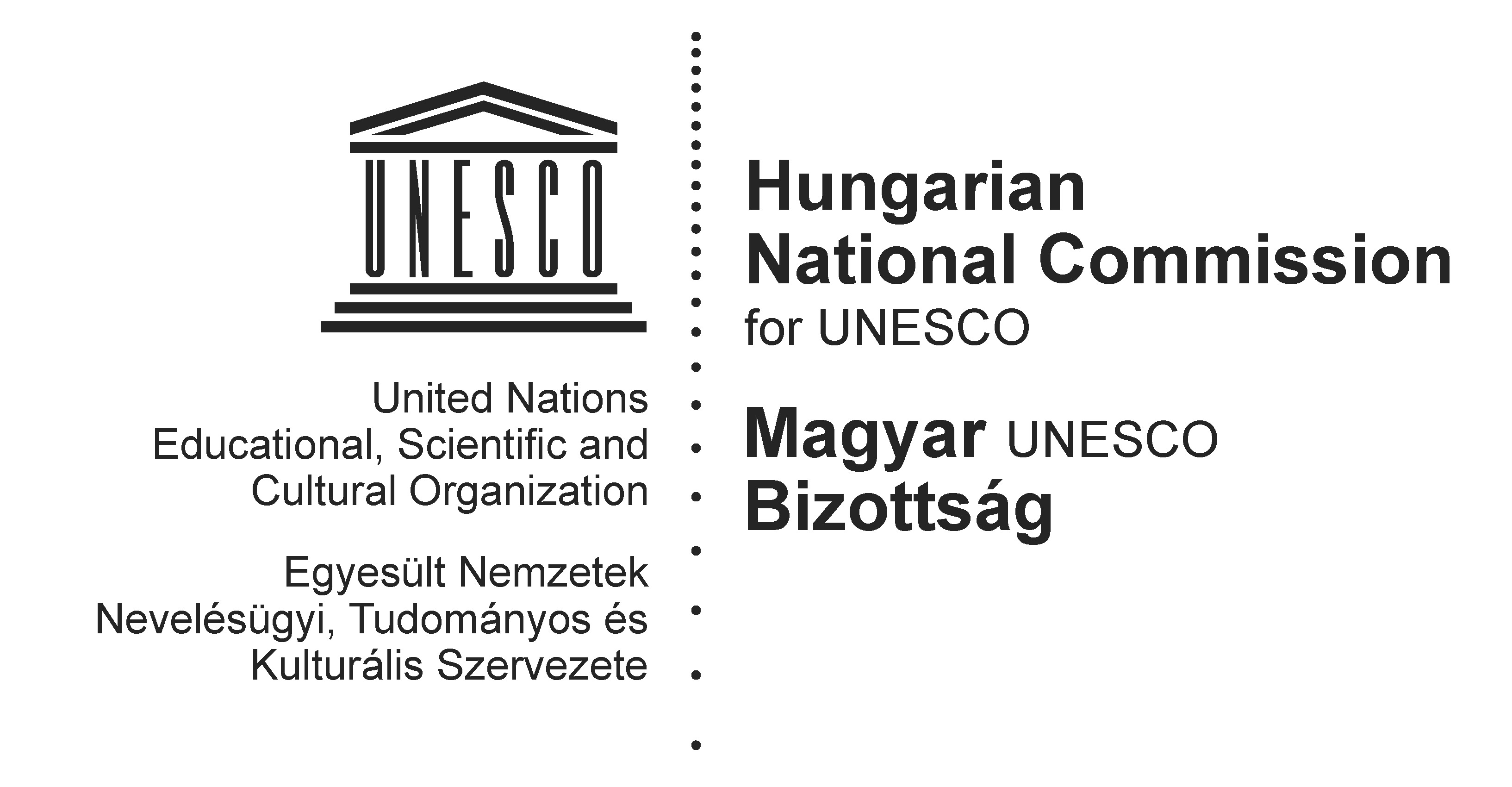
A Magyar UNESCO Bizottság logója

Magyarország 1948. szeptember 14. óta tagja az UNESCO-nak. Az UNESCO Magyar Nemzeti Bizottság (UMNB) az UNESCO programjainak, elveinek magyarországi megvalósítására alakult kormánytanácsadó testület. A Bizottság célja, hogy a világ többi nemzeti bizottságával, a kormányzati és nem kormányzati szervezetekkel, a civil társadalommal, intézményekkel, iskolákkal együttműködve segítse az UNESCO munkáját az oktatás, a tudomány, a kultúra valamint az információ-kommunikáció területén, és elősegítse a magyar tudománynak és kultúrának az UNESCO révén való népszerűsítését. Ennek megvalósítását szolgálják az UNESCO kétévente meghirdetett „Részvételi program” (Participation Programme) pályázatai és az UNESCO-ösztöndíjak, melyek célja, hogy a kiemelt UNESCO-s területeken az emberi erőforrásokat és a nemzeti képességfejlesztést támogassák.
A UMNB elnöke: Dr. Réthelyi Miklós
2009-től 2014-ig a Magyar Köztársaság Állandó UNESCO Képviseletének munkáját Bogyay Katalin nagykövet irányította. 2015-től a külképviseleti feladatokat Magyarország OECD és UNESCO melletti Állandó Képviselete látja el, melyet 2019-ig Dr. Cséfalvay Zoltán nagykövet, 2019. április 23. óta Turóczy László nagykövet vezet.

## Nevelésügy

### Társult iskolák (ASP Net)
Az UNESCO Associated Schools Project Network („társult iskolák projekthálózat”) programját 1953-ban hozták létre azzal a céllal, hogy hatékonyabbá tegyék az ifjúság UNESCO-s célkitűzések szellemében történő nevelését. Napjainkra 179 ország mintegy 8500 oktatási intézménye csatlakozott a nemzetközi hálózathoz, amelynek tagjai nem különleges vagy kivételezett intézmények, hanem olyan iskolák, amelyek vállalják, hogy mindennapi munkájuk keretében fokozott figyelmet fordítanak a tanulók nemzetközi érdeklődésére és a fenntartható fejlődés iránti érzékenységére, továbbá a békés együttélésre törekvésre és a kultúrák közötti párbeszéd elősegítésére.

### UNESCO Tanszékek Hálózata
Az UNESCO Tanszékek Hálózatát 1992-ben hívták életre az UNESCO Közgyűlésének 26. ülése határozatai alapján (1991). A program jelenleg az UNESCO legfontosabb szektorközi tevékenysége a felsőoktatás területén. Célja a világ egyetemei közötti együttműködés elősegítése, valamint az UNESCO kompetenciájába tartozó területeken történő képzési, kutatási és információs tevékenységek fejlesztése.

### UNESCO Klubok
Az UNESCO Klubok, Központ és Egyesületek alatt különböző társadalmi hátterű emberek csoportjait kell érteni, akik szilárdan hisznek az UNESCO programjában és célkitűzéseiben. Az UNESCO számára különösen fontosak a civil kezdeményezések, mivel így a lakosság is aktívan bekapcsolódik a Szervezet programjaiba, elősegíti a béke építését és a kölcsönös elfogadásra való törekvést. Jelenleg körülbelül 3700 UNESCO Klub működik világszerte. Az UNESCO Klubok kezdetben iskolákhoz és egyetemekhez kötődve alakultak meg, de manapság a társadalom minden szegmenséből, kortól függetlenül születnek kezdeményezések. Az UNESCO Klubok tevékenységük tekintetében széles skálán mozognak, mindazonáltal abban egyeznek, hogy az UNESCO Alkotmánya és Az Emberi Jogok Egyetemes Nyilatkozata szellemében működnek.

## Természettudomány

### Ember és bioszféra
Az UNESCO 1970-ben Man and Biosphere (MAB), azaz Ember és bioszféra címmel kutatási programot indított a természeti környezet megóvásáért. 1972. június 5-én, a Stockholmban tartott, „Ember és bioszféra” címet viselő ENSZ környezetvédelmi világkonferencián szentesítették a részt vevő országok, és ezt a napot határozatukban a nemzetközi környezetvédelem világnapjává nyilvánították.

### Fenntartható Fejlődésre Nevelés Évtizede
Az Egyesült Nemzetek Szervezete 57. közgyűlése 2002. december 20-án a 2005–15 közötti évtizedet a Fenntarthatóságra Nevelés Évtizedének nyilvánította. A nemzetközi közösség egy teljes évtizedet szán annak a célnak az elérésre, hogy az oktatás minden szintjét és formáját áthassák a fenntarthatóság alapelvei. Ennek keretében a páneurópai régióban az ENSZ Európai Gazdasági Bizottsága (UNECE) az UNESCO-val együttműködve megalkotta és elfogadta „A tanulás a fenntartható fejlődés érdekében” stratégiát a régió számára. A stratégia célja, hogy a fenntarthatóság elvei, céljai, módszerei, az ezzel kapcsolatos értékek jelenjenek meg életünk minden színterén, az iskolában, munkahelyen, otthon és a különböző közösségekben.

## Társadalomtudomány

### COMEST
A „tudományos és technológiai etikai bizottságot" (Committee on Ethics of Science and Technology) az UNESCO 29. közgyűlése hívta életre 1997-ben azzal a céllal, hogy tudományos alapon dolgozza ki a tudomány- és technológiaetika irányelveit, ezzel megerősítse a tudósokat, kutatókat abban a törekvésükben, hogy szellemi munkájukat etikai dimenzióval is bővítsék.

### MOST
A MOST („Társadalmi átalakulások kezelése" - Management of Social Transformation) program azon nemzetközi, komparatív és a politikai vonatkozású kutatásokat mozdítja elő, amelyek a jelenkori társadalmi átalakulással kapcsolatosak, illetve globálisan nagy fontossággal bírnak.

## Kultúra

### Kulturális kifejezések sokszínűségének védelméről és előmozdításáról szóló egyezmény
A Kulturális sokszínűségről szóló egyetemes nyilatkozat 2001-es elfogadása után 2005 októberében született meg a Kulturális kifejezések sokszínűségének védelméről és előmozdításáról szóló egyezmény. A Magyar Köztársaság Országgyűlése a 2008. évi VI. számú törvénnyel ratifikálta az Egyezményt. Az Egyezmény hazai megvalósításáért az Oktatási és Kulturális Minisztérium a felelős. A nemzetközi jogi normarendszerbe illeszkedő, széles körben elfogadott dokumentum hatékony érvrendszert biztosít mindazok számára, akik a kulturális politikák megalkotásáért harcolnak.

### Világörökség
Amióta 1972-ben az UNESCO megfogalmazta a világörökségi egyezményt, 180 ország írta alá, ezzel kötelezettséget vállalva arra, hogy a saját területén fekvő világörökségi helyszíneket óvja és megőrzi a későbbi generációk számára, illetve hogy lehetősége szerint hozzájárul a világörökség listán szereplő helyszínek védelméhez.

### Szellemi örökség
2003-ban az UNESCO elfogadta a szellemi kulturális örökség megőrzéséről szóló egyezményt (Convention for the Safeguarding and Intangible Cultural Heritage). A mai napig valamivel több mint 100 ország csatlakozott a nemzetközi egyezményhez. A Magyar Parlament 2006-ban a XXXVIII. kihirdető törvény megalkotásával lehetővé tette az egyezmény ratifikálását, melynek eredményeképpen hazánk harminckilencedikként csatlakozott az egyezményben részes államok sorába.

## Információ és kommunikáció

### IFAP és IPDC
Az IPDC („Nemzetközi kommunikáció-fejlesztési program" - International Programme for the Development of Communication) a kommunikáció és a „hagyományos" média területeinek a kulcskérdéseivel foglalkozik, míg az IFAP („Információt mindenkinek" - Information for All Program) az információkhoz való hozzáférést hivatott elősegíteni.

### Világemlékezet
Az UNESCO Világemlékezet Programjával (Memory of World) meg kívánja őrizni a pusztulástól a világ archívum, könyvtári gyűjtemény és dokumentum örökségének legértékesebb részét. Listába veszi a világ dokumentált archív értékeit, s lehetővé teszi azok széles körben történő megismertetését és terjesztését.

## Világnapok, nemzetközi évek és évtizedek
Minden évben az UNESCO szervezésében világnapokat tartanak, nemzetközi éveket és évtizedeket hirdetnek.

### Nemzetközi évek a 21. században
- 2000: A békekultúra nemzetközi éve – A hálaadás nemzetközi éve
- 2001: A civilizációk közötti párbeszéd ENSZ éve – Önkéntesek nemzetközi éve – A rasszizmus, a rasszista diszkrimináció, a xenofóbia és az ezekhez kapcsolódó intolerancia ellen való mozgósítás nemzetközi éve
- 2002: A kulturális örökség ENSZ éve – Az ökoturizmus nemzetközi éve – A hegyek nemzetközi éve
- 2003: A friss víz nemzetközi éve – (Kirgizisztán államiságának éve)
- 2004: A rizs nemzetközi éve – A rabszolga-kereskedelem elleni küzdelemről és annak eltörléséről való megemlékezés nemzetközi éve
- 2005: A mikrohitel nemzetközi éve – A fizika nemzetközi éve – A sport és a testnevelés nemzetközi éve
- 2006: A sivatagok és az elsivatagosodás nemzetközi éve
- 2007-2008: A sarkkutatás nemzetközi éve
- 2008: A Föld bolygó nemzetközi éve – A nyelvek nemzetközi éve – A higiénia nemzetközi éve – A burgonya nemzetközi éve
- 2009: A csillagászat nemzetközi éve – A természetes rostok nemzetközi éve – Az egyeztetés nemzetközi éve – Az emberi jogok megismertetésének nemzetközi éve – (A gorilla éve)
- 2010: A kultúrák közeledésének éve – A biodiverzitás nemzetközi éve – A tengerészek nemzetközi éve – Az ifjúság nemzetközi éve (2010. augusztus 12-től 2011. aug. 11-ig)
- 2011: A kémia nemzetközi éve – Az erdők nemzetközi éve – Az afrikai gyökerekkel rendelkező leszármazottak nemzetközi éve – Az ifjúság nemzetközi éve (2010. augusztus 12-től 2011. aug. 11-ig)
- 2012: A szövetkezetek nemzetközi éve – A mindenki számára megvalósítható fenntartható energia nemzetközi éve
- 2013: A vízügyi együttműködések nemzetközi éve – A kinoa nemzetközi éve
- 2014: A kristálytan nemzetközi éve – A családi gazdálkodás nemzetközi éve – A palesztin néppel való szolidaritás nemzetközi éve – A kis szigetek fejlődő államainak nemzetközi éve
- 2015: A fény és a fényalapú technológiák nemzetközi éve – A termőföld nemzetközi éve
- 2016: A hüvelyes növények magvainak nemzetközi éve
- 2017:
- 2018:
- 2019: A periódusos rendszer nemzetközi éve

### Nemzetközi évtizedek a 21. században kezdődően
- 2001-2010: A békekultúra és a világ gyermekeivel szembeni erőszakmentesség nemzetközi évtizede – A gyarmatosítás felszámolásának második nemzetközi évtizede – Évtized a malária visszaszorítására a fejlődő országokban, különösen Afrikában
- 2003-2012: Az írni-olvasni tudás ENSZ évtizede: Oktatást mindenkinek
- 2005-2014: A fenntartható fejlődés oktatásának ENSZ évtizede – A világ őslakos népeinek második nemzetközi évtizede
- 2005-2015: A cselekvés nemzetközi éve: A víz élet! (A hidrológia nemzetközi évtizede)
- 2006-2016: A csernobili katasztrófa által érintett területek felépülésének és fenntartható fejlődésének évtizede (A katasztrófa 30. évfordulója alkalmából)
- 2008-2017: A szegénység felszámolásának második ENSZ évtizede
- 2010-2020: A sivatagok és az elsivatagosodás elleni küzdelem ENSZ évtizede
- 2011-2020: A biodiverzitás (biológiai sokszínűség) évtizede – A gyarmatosítás felszámolásának harmadik nemzetközi évtizede – (Az utak biztonságosságának évtizede)
- 2013-2022: A kultúrák közeledésének évtizede
- 2014-2024: A mindenki számára megvalósítható fenntartható energia nemzetközi évtizede
- 2015-2024: Az afrikai gyökerekkel rendelkező leszármazottak nemzetközi évtizede

## Díjak
Az UNESCO számos díjat is átad, melyek pénzösszegekkel is járnak, a saját szakterületükön kiemelkedőt alkotó egyéneknek, csoportoknak vagy intézményeknek az oktatás, a természettudomány, a társadalomtudomány, a kultúra, a kommunikáció területén.